# Campeonato Uruguaio de Futebol de 1975
O Campeonato Uruguaio de Futebol de 1975 foi a 44ª edição da era profissional do Campeonato Uruguaio. O torneio consistiu em uma competição com dois turnos, no sistema de todos contra todos. O campeão foi o Peñarol, que conquistou o certame de forma invicta.

## Classificação
| Pos | Equipe               | Pts | J  | V  | E | D  | GP | GC | SG  |
| --- | -------------------- | --- | -- | -- | - | -- | -- | -- | --- |
| 1º  | Peñarol              | 38  | 22 | 16 | 6 | 0  | 59 | 22 | 37  |
| 2º  | Nacional             | 29  | 22 | 12 | 5 | 5  | 44 | 23 | 21  |
| 3º  | Liverpool            | 28  | 22 | 11 | 6 | 5  | 36 | 21 | 15  |
| 4º  | River Plate          | 24  | 22 | 8  | 8 | 6  | 27 | 32 | -5  |
| 5º  | Huracán Buceo        | 22  | 22 | 10 | 2 | 10 | 27 | 34 | -7  |
| 6º  | Cerro                | 21  | 22 | 8  | 5 | 9  | 28 | 35 | -7  |
| 7º  | Danubio              | 20  | 22 | 7  | 6 | 9  | 32 | 31 | 1   |
| 8º  | Montevideo Wanderers | 19  | 22 | 7  | 5 | 10 | 30 | 30 | 0   |
| 9º  | Defensor             | 18  | 22 | 6  | 6 | 10 | 30 | 37 | -7  |
| 10º | Rentistas            | 16  | 22 | 5  | 6 | 11 | 35 | 50 | -15 |
| 11º | Racing               | 16  | 22 | 7  | 2 | 13 | 33 | 48 | -15 |
| 12º | Fénix                | 13  | 22 | 4  | 5 | 13 | 24 | 42 | -18 |

|  | Campeão uruguaio e classificado à Liguilla Pré-Libertadores. |
|  | Classificados à Liguilla Pré-Libertadores.                   |
|  | Rebaixado à Segunda Divisão.                                 |

Promovido para a próxima temporada: Sud América.

## Liguilla Pré-Libertadores da América
A Liguilla Pré-Libertadores da América de 1975 foi a 2ª edição da história da Liguilla Pré-Libertadores, competição disputada entre as temporadas de 1974 e 2008–09, a fim de definir quais seriam os clubes representantes do futebol uruguaio nas competições da CONMEBOL. O torneio de 1975 consistiu em uma competição com um turno, no sistema de todos contra todos. O vencedor foi o Peñarol, que obteve seu 2º título da Liguilla.

### Classificação da Liguilla
| Pos | Equipe        | Pts | J | V | E | D | GP | GC | SG  |
| --- | ------------- | --- | - | - | - | - | -- | -- | --- |
| 1º  | Peñarol       | 9   | 5 | 4 | 1 | 0 | 15 | 3  | 12  |
| 2º  | Danubio       | 7   | 5 | 2 | 3 | 0 | 11 | 6  | 5   |
| 3º  | Huracán Buceo | 6   | 5 | 2 | 2 | 1 | 12 | 10 | 2   |
| 4º  | Nacional      | 6   | 5 | 2 | 2 | 1 | 7  | 8  | -1  |
| 5º  | River Plate   | 2   | 5 | 1 | 0 | 4 | 4  | 8  | -4  |
| 6º  | Liverpool     | 0   | 5 | 0 | 0 | 5 | 4  | 18 | -14 |

|  | Campeão da Liguilla e classificado à Libertadores de 1976.   |
|  | Disputam o playoff pela segunda vaga à Libertadores de 1976. |

### Playoffpela segunda vaga
| {{{data}}} | Nacional | 3 – 1  | Danubio |  |
|            |          | data = |         |  |

Nacional classificado à Copa Libertadores da América de 1976.

## Premiação
| Campeonato Uruguaio de 1975  |
| ---------------------------- |
| Peñarol Campeão (34º título) |